# Александер Гейґ
Алекса́ндр Гейґ (Олександр Хейг) (англ. Alexander Meigs Haig, Jr; 2 грудня 1924 — 20 лютого 2010) — американський державний і військовий діяч, державний секретар Сполучених Штатів Америки, чільний помічник трьох президентів США. Генерал армії США, головнокомандувач військами НАТО в Європі.
Служив держсекретарем США у кабінеті президента Рональда Рейгана (1981 — 82) і головою президентської адміністрації президентів Річарда Ніксона та Джеральда Форда. У 1973 Гейґ служив заступником начальника штабу армії США. Гейґ був головнокомандувачем Європейського командування Збройних сил США і верховним командувачем сил НАТО (1974 — 79).
Був заступником начальника штабу армії США, після цього в першій половині 1970-х очолював апарат Білого дому за президентів Річарда Ніксона і Джеральда Форда, в другій половині 1970-х знову як військовик був головнокомандувачем союзних сил НАТО в Європі і Європейського командування збройних сил США.
У 1981—82, уже в відставці з військової служби, Александер Гейґ був державним секретарем США за президента Рональда Рейгана.

## Біографічні відомості
Гейґ народився 2 грудня 1924 року в передмісті Філадельфії. У 1944 році він перевівся на навчання до військової академії Вест-Пойнт, яку закінчив у 1947-му. Брав участь у бойових діях під час Корейської війни, був нагороджений двома медалями. У 1959—1960 роках Гейґ закінчив військово-морський коледж, а 1962 році був проведений в підполковники. З 1964 року працював помічником заступника міністра оборони.
Після В'єтнамської війни Гейґ був підвищений до полковника, і в 1969 повернувся у Вашингтон як головний військовий помічник радника з національної безпеки Генрі Кіссінджера. Став бригадним генералом, а потім у генерал-майором, брав участь в організації поїздки Річарда Ніксона у Китай і переговорах про мир у В'єтнамі.
Під час Вотергейтського скандалу Гейґ був активним учасником переговорів, які призвели до відставки Річарда Ніксона у серпні 1974 і вступу на посаду президента Джеральда Форда.
У січні 1981 року був призначений державним секретарем. Під час Фолклендській війни Гейґ намагався виступити посередником між Великою Британією та Аргентиною, проте його зусилля не привели до помітних результатів.
Особливу популярність Гейґ принесла фраза, яку він виголосив у 1981 році після замаху на Рональда Рейгана. Тоді він заявив: «Тут, у Білому домі, я все контролюю». Це висловлювання викликало в його адресу звинувачення в перевищенні посадових повноважень. Гейґ завжди був прихильником жорсткої зовнішньої політики. Інше знамените його вислів звучить так: «Є речі важливіші за мир».
Александер Гейґ є ветераном воєн у Кореї та В'єтнамі, одержав нагороди: Хрест «За видатні заслуги», Срібну зірку, Бронзову зірку, Хрест льотних заслуг, Медаль ВПС, медаль Пурпурне серце.
Наприкінці січня 2010 потрапив у лікарню Джона Гопкінса в місті Балтимор (штат Меріленд), де й помер від ускладнень спричинених стафілококовою інфекцією.

## Кіно
У фільмі «Ніксон» Гейґа зіграв актор Паверс Бут.